# مارسيل ستيرن
مارسيل ستيرن (بالفرنسية: Marcel Stern)‏ هو ملحن وعازف كمان فرنسي، ولد في 4 أكتوبر 1909 في باريس في فرنسا، وتوفي في 2 أغسطس 1989 في سويسرا.

## وصلات خارجية
- مارسيل ستيرن على موقع IMDb (الإنجليزية)
- مارسيل ستيرن على موقع ميوزك برينز (الإنجليزية)
- مارسيل ستيرن على موقع قاعدة بيانات الفيلم (الإنجليزية)